# 峰灵镇
峰灵镇，是中华人民共和国重庆市巫溪县下辖的一个乡镇级行政单位。

## 行政区划
峰灵镇下辖以下地区：
峰灵社区、九龙村、双树村、谭家村、峰灵村、枣园村、金坪村、龙寨村、大树村、堰坪村、庙溪村和农安村。